# Tyrrell & Green
Tyrrell & Green was een warenhuis in Southampton, Engeland, voordat het onderdeel werd van John Lewis Partnership.

## Vroege geschiedenis
In 1897 bundelden Reginald Tyrrell en William Green hun krachten en openden een winkel die werd omschreven als een winkel voor stoffen, hoeden, dames- en kinderkleding. De winkel was succesvol en een jaar later verhuisden ze naar Above Bar Street, naar een locatie met vier huizen.  Reginald Tyrrell was al betrokken bij een bedrijf tegenover de nieuwe winkel, Plummer, Roddis en Tyrrell, een partnerschap dat hij had gecreëerd door de fusie van zijn bedrijf in Bournemouth met het bedrijf in Southampton en Hastings van de heren Plummer en Roddis, dat hij in 1898 verliet. 
In 1920 verliet Reginald Tyrrell het bedrijf en liet het achter in handen van William Green en zijn vrouw. Op dat moment besloeg het bedrijf negen huizen en was het opgericht met een kapitaal van £ 142.500. In 1930 verkocht Green de zaak echter aan Barkers aan de Mile End Road in Londen (eigenaren van Wickhams) vanwege pensionering. Dit duurde echter niet lang: binnen een jaar keerde Green terug naar de zaak, omdat ze walgden van de lage kwaliteit van de goederen die de nieuwe eigenaren verkochten. Ze verkochten de zaak echter in 1934 weer aan de John Lewis Partnership. De winkel werd onder de naam Tyrrell & Green voortgezet door John Lewis.

## Onder John Lewis
Op 30 november 1940 werd de winkel door Duitse bommen verwoest. Binnen een week na het bombardement werd in Winchester een nieuwe, kleinere winkel geopend om de handel voort te zetten, maar twee maanden later, in 1941, werd er een tijdelijke winkel geopend aan de Above Bar Street in Southampton. De winkel in Winchester bleef open en er werden nog eens vijf winkels in de stad geopend, totdat de winkel in 1955 sloot. In Southampton was de zaak verspreid over de stad in verschillende winkels in Above Bar, Bargate en de High Street. In 1955 verhuisde de winkel naar een nieuw pand op Above Bar Street 138-152 en was het eerste deel van de winkel voltooid. De rest van de onderneming verhuisde in 1956 naar de andere helft van het voltooide gebouw.
In 1957 bedroeg de omzet van het bedrijf voor het eerst £ 100.000 en bleef het bedrijf succesvol opereren als een filiaal van John Lewis. De enige grote veranderingen waren de sluiting van de kapper in 1989, de opening van een cadeauwinkel in een ander pand aan Above Bar Street in 1992 en diverse renovaties. In 1996 maakte de John Lewis Partnership echter bekend dat de winkel zou verhuizen naar het nog te bouwen Westquay Shopping Centre, en dat de nieuwe winkel onder de naam John Lewis zouden worden voortgezet. De Tyrrell & Green-winkel sloot definitief haar deuren op zaterdag 23 september 2000.
Het oorspronkelijke gebouw zou worden gesloopt en omgebouwd tot een kunstcentrum dat in 2008 zou worden geopend, maar door de economische crisis is het gebouw slechts gedeeltelijk gesloopt. 